# Anna Dymna
Anna Dymna (née Dziadyk) est une actrice polonaise, née le 20 juillet 1951 à Legnica. Elle est très connue pour ses nombreux engagement caritatifs notamment dans la fondation Mimo Wszystko (Malgré tout).

## Filmographie
- 1972 : Si loin, si près d'ici de Tadeusz Konwicki
- 1973 : Janosik de Jerzy Passendorfer (série télévisée) : comtesse Klarysa
- 1981: Znachor de Jerzy Hoffman : Maria Jolanta Wilczur
- 1982 : Sur les bords de l'Issa de Tadeusz Konwicki
- 1982: Épitaphe pour Barbara Radziwill de Jerzy Zelnik : Barbara Radziwiłł
- 1984: La Traque de Jerzy Hoffman : Rachel, tante de Ruth
- 1985: Sans fin de Krzysztof Kieślowski : mère
- 1986: Le Journal intime d'un pécheur de Wojciech Has : Dominika
- 2003: Une vieille fable. Quand le soleil était un dieu de Jerzy Hoffman : Jaga

## Récompenses et distinctions
- Décorée de l'Ordre du Sourire en 2002
- Décorée de l'Ecce Homo (pl) (décoration attribuée par l'Église) en 2005
- Médaille d'or Gloria Artis en 2005
- Croix de Commandeur Ordre Polonia Restituta en 2014 (officier en 2004)
- Croix d'argent du Mérite en 1989
- Wiktor (pl) en 2004